# Festival van San Remo 1967
Het Festival van San Remo 1967 was de zeventiende editie van de liedjeswedstrijd. Het werd gewonnen door Claudio Villa en Iva Zanicchi. Villa mocht hierdoor Italië vertegenwoordigen op het Eurovisiesongfestival 1967. 

## Finale
1. Non pensare a me (Alberto Testa e Eros Sciorilli) Claudio Villa – Iva Zanicchi
2. Quando dico che ti amo (Alberto Testa e Tony Renis) Annarita Spinaci – Les Surfs
3. Proposta (Albula e G. B. Martelli) Giganti – The Bachelors
4. La musica è finita (Nisa-Franco Califano-Umberto Bindi) Ornella Vanoni – Mario Guarnera
5. Io tu e le rose (Daniele Pace-Mario Panzeri-Brinniti) Orietta Berti – Les Compagnons de la chanson
6. Bisogna saper perdere (Giuseppe Cassia-Ruggero Cini) Lucio Dalla – The Rokes
7. Dove credi di andare (Sergio Endrigo) Sergio Endrigo – Memo Remigi
8. Pietre (Pieretti-Ricky Gianco) Gian Pieretti – Antoine
9. L'immensità (Aldo Caponi-Mogol-Detto Mariano) Johnny Dorelli – Don Backy
10. Cuore matto (Ambrosino-Totò Savio) Little Tony – Mario Zelinotti
11. Io per amore (Donaggio-Vito Pallavicini) Pino Donaggio – Carmen Villani
12. Per vedere quant'è grande il mondo (Mogol-Carlo Donida) Wilma Goich – The Bachelors
13. E allora dai (Giorgio Gaber) Giorgio Gaber – Remo Germani
14. La rivoluzione (Mogol-Roberto Soffici) Gianni Pettenati – Gene Pitney

## Halvefinalisten
- Canta ragazzina (Prog-Iller Pattaccini) Bobby Solo – Connie Francis
- C'è chi spera (Mario Panzeri-Daniele Pace-Giancarlo Colonnello) Riki Maiocchi – Marianne Faithfull
- Ciao amore ciao (Luigi Tenco) Luigi Tenco – Dalida
- Dedicato all'amore (Testa-Daniele Pace-Dunnio) Peppino di Capri – Dionne Warwick
- Devi aver fiducia in me (Specchia-Martini) Roberta Amadei – Carmelo Pagano
- È più forte di me (Del Monaco-Enrico Polito) Tony Del Monaco – Betty Curtis
- Gi (Pallavicini-Antonio Amurri-Bongusto) Fred Bongusto – Anna German
- Guardati alle spalle (Luciano Beretta-Pace) Nicola di Bari – Gene Pitney
- Il cammino di ogni speranza (Umberto Napolitano) Caterina Caselli – Sonny e Cher
- Ma piano (per non svegliarmi) (Gianni Meccia) Nico Fidenco – Cher
- Nasce una vita (Sergio Bardotti-Fontana) Jimmy Fontana – Edoardo Vianello
- Non prego per me (Mogol-Battisti) Mino Reitano – The Hollies
- Quando vedrò (Terzi- Carlo Alberto Rossi) Los Marcellos Ferial – The Happenings
- Sopra i tetti azzurri del mio pazzo amore (Pallavicini-Modugno) Domenico Modugno – Gidiuli
- Una ragazza (Pallavicini-Bruno Pallesi-Malgoni) Donatella Moretti – Bobby Goldsboro
- Uno come noi (Martucci-Bertero-Marini) Milva – Los Bravos

1951 · 1952 · 1953 · 1954 · 1955 · 1956 · 1957 · 1958 · 1959 · 1960 · 1961 · 1962 · 1963 · 1964 · 1965 · 1966 · 1967 · 1968 · 1969 · 1970 · 1971 · 1972 · 1973 · 1974 · 1975 · 1976 · 1977 · 1978 · 1979 · 1980 · 1981 · 1982 · 1983 · 1984 · 1985 · 1986 · 1987 · 1988 · 1989 · 1990 · 1991 · 1992 · 1993 · 1994 · 1995 · 1996 · 1997 · 1998 · 1999 · 2000 · 2001 · 2002 · 2003 · 2004 · 2005 · 2006 · 2007 · 2008 · 2009 · 2010 · 2011 · 2012 · 2013 · 2014 · 2015 · 2016 · 2017 · 2018 · 2019 · 2020 · 2021 · 2022 · 2023 · 2024 · 2025